# ФК Вита
ФК Вита је фудбалски клуб из Киншасе, ДР Конго. Основан је 1935. год. под именом Ренесанса у улици Усоке број 73 у Киншаси. Клуб је променио име 1939. године у Црвени Ђаволи, а 1942. год. у Викторија Клуб и најзад 1971. год. у ФК Вита.
Поред фудбала СД Вита има клубове и у другим спортовима:
- кошарка
- карате
- одбојка

## Успеси
ФК Вита је по броју трофеја други најуспешнији клуб из ДР Конга после ФК TП Мазембеа.

### Национални успеси
- Прва лига ДР Конга

Првак (14): 1970, 1971, 1972, 1973, 1975, 1977, 1980, 1988, 1993, 1997, 2003, 2010, 2015 и 2018
Другопласирани (4): 2011, 2012, 2013 и 2016
- Куп ДР Конга

Победник (9): 1971, 1972, 1973, 1975, 1977, 1981, 1982, 1983 и 2001
Другопласирани (2): 1984, 1997
- Супер куп ДР Конга

Победник (1): 2015

### Међународни успеси
- КАФ Лига шампиона

Победник (1): 1973
Другопласирани (2): 1981, 2014
- КАФ Куп Конфедерација

Другопласирани (1): 2018